# Дискографія Miss A
Нижче представлена дискографія південнокорейського дівочого K-pop гурту miss A, яка складається з двох студійних альбомів, трьох мініальбомів і восьми синглів.

## Студійні альбоми
| Назва   | Деталі                                                                                  | Пікові позиції у чартах | Продажі                                  |
| Назва   | Деталі                                                                                  | KOR                     | Продажі                                  |
| ------- | --------------------------------------------------------------------------------------- | ----------------------- | ---------------------------------------- |
| A Class | - Реліз: 18 липня 2011 - Лейбл: AQ/JYP Entertainment - Формат: CD, цифрове завантаження | 9                       | - Південна Корея: 36,441 - Японія: 3,048 |
| Hush    | - Реліз: 6 листопада 2013 - Лейбл: JYP Entertainment - Формат: CD, цифрове завантаження | 2                       | - Південна Корея: 15,354 - Японія: 1,119 |

## Мініальбом
| Назва                      | Деталі                                                                                   | Пікові позиції у чартах | Пікові позиції у чартах | Продажі                                  |
| Назва                      | Деталі                                                                                   | KOR                     | JPN                     | Продажі                                  |
| -------------------------- | ---------------------------------------------------------------------------------------- | ----------------------- | ----------------------- | ---------------------------------------- |
| Touch                      | - Реліз: 20 лютого 2012 - Лейбл: AQ/JYP Entertainment - Формат: CD, цифрове завантаження | 2                       | —                       | - Південна Корея: 21,929 - Японія: 1,334 |
| Independent Women Part III | - Реліз: 15 жовтня 2012 - Лейбл: AQ/JYP Entertainment - Формат: CD, цифрове завантаження | 4                       | 175                     | - Південна Корея: 14,272 - Японія: 1,375 |
| Colors                     | - Реліз: 30 березня 2015 - Лейбл: JYP Entertainment - Формат: CD, цифрове завантаження   | 3                       | —                       | - Південна Корея: 12,208 - Японія: 595   |

## Сингл-альбоми
| Назва        | Деталі                                                                                    | Пікові позиції у чартах | Продажі                  |
| Назва        | Деталі                                                                                    | KOR                     | Продажі                  |
| ------------ | ----------------------------------------------------------------------------------------- | ----------------------- | ------------------------ |
| Bad But Good | - Реліз: 1 липня 2010 - Лейбл: AQ/JYP Entertainment - Формат: CD, цифрове завантаження    | 6                       | - Південна Корея: 19,837 |
| Step Up      | - Реліз: 27 вересня 2010 - Лейбл: AQ/JYP Entertainment - Формат: CD, цифрове завантаження | 6                       | - Південна Корея: 8,306  |

## Сингли
| Назва | Рік  | Пікові позиції у чартах | Пікові позиції у чартах | Пікові позиції у чартах | Продажі                     | Альбом                     |
| Назва | Рік  | KOR                     | KOR Hot                 | US World                | Продажі                     | Альбом                     |
| --- | ---- | ----------------------- | ----------------------- | ----------------------- | --------------------------- | -------------------------- |
| «Bad Girl Good Girl»                                                                                                  | 2010 | 1                       | *                       | —                       | - Південна Корея: 3,352,194 | A Class                    |
| «Breathe» | 2010 | 2                       | *                       | —                       | - Південна Корея: 2,080,423 | A Class                    |
| «Love Alone» | 2011 | 6                       | *                       | —                       | - Південна Корея: 1,075,888 | A Class                    |
| «Good-bye Baby» | 2011 | 1                       | 1                       | 3                       | - Південна Корея: 3,613,664 | A Class                    |
| «Touch» | 2012 | 2                       | 2                       | 6                       | - Південна Корея: 2,675,320 | Touch                      |
| «I Don't Need a Man» (кор. 남자 없이 잘 살아)"                                                                        | 2012 | 3                       | 4                       | 5                       | - Південна Корея: 1,714,745 | Independent Women Part III |
| «Hush» | 2013 | 5                       | 4                       | 4                       | - Південна Корея: 972,717   | Hush                       |
| «Only You» (кор. 다른 남자 말고 너)                                                                                   | 2015 | 1                       | *                       | 6                       | - Південна Корея: 1,284,135 | Colors                     |
| «—» релізи, що не потрапили у чарти або не були випущені у відповідних регіонах. «*» чарти, що не існували у той час. |      |                         |                         |                         |                             |                            |

## Інші пісні у чартах
| Назва                                              | Рік  | Пікові позиції у чартах | Продажі                   | Альбом                     |
| Назва                                              | Рік  | KOR                     | Продажі                   | Альбом                     |
| -------------------------------------------------- | ---- | ----------------------- | ------------------------- | -------------------------- |
| «Break It»                                         | 2010 | 65                      | - Південна Корея: 162,897 | Bad But Good               |
| «Love Again» (кор. 다시 사랑)                      | 2010 | 92                      | - Південна Корея: 113,234 | Bad But Good               |
| «Meet Again» (кор. 딱 마주쳐)                      | 2010 | 125                     |                           | Bad But Good               |
| «Step Up»                                          | 2010 | 34                      | - Південна Корея: 71,171  | Step Up                    |
| «Are You Dazed» (кор. 멍하니)                      | 2010 | 39                      | - Південна Корея: 89,756  | Step Up                    |
| «Play That Music, DJ» (кор. 그 음악을 틀어줘요 DJ) | 2010 | 41                      | - Південна Корея: 151,104 | Step Up                    |
| «From 1 to 10» (кор. 하나부터 열까지)              | 2011 | 11                      | - Південна Корея: 854,360 | A Class                    |
| «Help Me»                                          | 2011 | 28                      | - Південна Корея: 431,104 | A Class                    |
| «Mr. Johnny»                                       | 2011 | 48                      | - Південна Корея: 237,161 | A Class                    |
| «Good-bye Baby (Silver Mix)»                       | 2011 | 154                     | - Південна Корея: 54,275  | A Class                    |
| «No Mercy»                                         | 2012 | 20                      | - Південна Корея: 465,985 | Touch                      |
| «Lips»                                             | 2012 | 44                      | - Південна Корея: 215,241 | Touch                      |
| «Over U»                                           | 2012 | 52                      | - Південна Корея: 343,557 | Touch                      |
| «Rock N Rule»                                      | 2012 | 60                      | - Південна Корея: 151,920 | Touch                      |
| «Touch (Newport Mix)»                              | 2012 | 133                     | - Південна Корея: 56,256  | Touch                      |
| «Ma Style»                                         | 2012 | 109                     | - Південна Корея: 69,746  | Independent Women Part III |
| «If I Were A Boy»                                  | 2012 | 114                     | - Південна Корея: 79,780  | Independent Women Part III |
| «Time's Up»                                        | 2012 | 128                     | - Південна Корея: 61,640  | Independent Women Part III |
| «Madness»                                          | 2012 | 142                     | - Південна Корея: 44,366  | Independent Women Part III |
| «Love Is U»                                        | 2013 | 66                      | - Південна Корея: 44,442  | Hush                       |
| «Come Tonight» (кор. 놀러와)                       | 2013 | 115                     | - Південна Корея: 25,063  | Hush                       |
| «Hide & Sick»                                      | 2013 | 135                     | - Південна Корея: 18,546  | Hush                       |
| «Spotlight»                                        | 2013 | 137                     | - Південна Корея: 17,925  | Hush                       |
| «(Mama) I'm Good»                                  | 2013 | 145                     | - Південна Корея: 16,805  | Hush                       |
| «Like U»                                           | 2013 | 155                     | - Південна Корея: 15,602  | Hush                       |
| «Hush (Party Version)»                             | 2013 | —                       | - Південна Корея: 9,572   | Hush                       |
| «One Step» (кор. 한걸음)                           | 2015 | 64                      | - Південна Корея: 41,665  | Colors                     |
| «Stuck»                                            | 2015 | 70                      | - Південна Корея: 45,020  | Colors                     |
| «Love Song»                                        | 2015 | 74                      | - Південна Корея: 53,892  | Colors                     |
| «I Caught Ya»                                      | 2015 | 110                     | - Південна Корея: 29,864  | Colors                     |
| «Melting» (кор. 녹아)                              | 2015 | —                       | - Південна Корея: 26,445  | Colors                     |

## Музичні кліпи
| Назва                                     | Рік  | Режисер(и)     |
| ----------------------------------------- | ---- | -------------- |
| «Love Again»                              | 2010 | Невідомий      |
| «Bad Girl Good Girl»                      | 2010 | Hong Won-ki    |
| «Breathe»                                 | 2010 | Jang Jae-hyeok |
| «Love Alone»                              | 2011 | Невідомий      |
| «Good-bye Baby»                           | 2011 | Song Won-young |
| «Touch»                                   | 2012 | Чо Сухьон      |
| «I Don't Need a Man» (남자 없이 잘 살아)" | 2012 | Чо Сухьон      |
| «Hush»                                    | 2013 | Naive          |
| «Only You» (다른 남자 말고 너)"           | 2015 | Naive          |